# Barthold Georg Niebuhr
Barthold Georg Niebuhr, född 27 augusti 1776 i Köpenhamn, död 2 januari 1831 i Bonn, var en dansk-tysk historiker och statsman, son till Carsten Niebuhr, far till Markus Niebuhr.

## Biografi
Niebuhr blev 1796 sekreterare vid kungliga biblioteket och 1800 assessor i Kommerskollegium, trädde 1806 i preussiska statens tjänst, varvid han deltog i ledningen av finanserna, och avgick 1816 som sändebud till Rom, där han ledde de långvariga underhandlingarna om katolska kyrkans ställning i Preussen. Efter återkomsten till Tyskland 1823 höll han föreläsningar i Bonn. 
Sin ställning i den vetenskapliga världen erövrade Niebuhr genom Römische Geschichte (2 band, 1811-12, i väsentligen omarbetat skick 1827-30; bd 3 1832, omfattande tiden till 241 f.Kr.), vilket arbete bröt en alldeles ny väg för studiet av Roms äldre historia och statsskick samt blev grundläggande för den nyare historiska kritiken. En fortsättning därav (till Konstantin den stores död) utgavs 1844-45 efter Niebuhrs föreläsningar. Likaledes utkom efter Niebuhrs död hans föreläsningar över Gamla tidens historia (3 band, 1847-51) och över romerska antikviteter (1857).